# Daniel Santos (boxe anglaise)
Pour les articles homonymes, voir Daniel Santos (homonymie) et Santos (homonymie).
Daniel Santos est un boxeur portoricain né le 10 octobre 1975 à San Juan.

## Carrière
Il devient champion du monde des poids welters WBO le 6 mai 2000 en battant Ahmed Kotiev par KO à la 5e reprise. 
Santos défend 3 fois cette ceinture puis la laisse vacante afin d'affronter Luis Ramon Campas pour le gain du titre WBO des super welters. Il l'emporte par arrêt de l'arbitre à la 11e reprise le 16 mars 2002.
Il domine par la suite Mehrdud Takaloo, Fulgencio Zuniga, Michael Lerma et Antonio Margarito mais s'incline aux points face à l'ukrainien Sergiy Dzinziruk le 3 décembre 2005.
Une nouvelle chance mondiale lui est offerte le 11 juillet 2008 pour le titre WBA qu'il décroche en stoppant dans le 6e round Joachim Alcine. Il ne remet en jeu ce titre que le 14 novembre 2009 au MGM Grand de Las Vegas et s'incline aux points face au boxeur israélien Yuri Foreman.